# Chris Marion
Chris Marion (8 de enero de 1962) es un músico estadounidense conocido por ser miembro de la banda Little River Band y por su contribución a la industria de la música gospel.
Nacido en Belton, Texas, justo en el día del cumpleaños de Elvis Presley y creció en una zona rural de Virginia, Marion comenzó su carrera musical como pianista para su grupo familiar de gospel. Comenzó a tomar clases de piano a los 4 años y siguió una formación clásica en el piano, trombón y voz a la Universidad.
Después de graduarse con honores de la escuela de Chilhowie en 1980, pasó una beca a un Instituto técnico de Georgia para seguir la carrera en la música en Carson Newman College en Jefferson City (Tennessee), TN aunque finalmente graduarse con un diploma en psicología. Fue el momento en Carson Newman final caminos y relaciones que Marion Nashville, TN para perseguir la música profesionalmente.
Desde trasladarse a Nashville en 1987, Marion ha estado de gira con los gustos de Steven Curtis Chapman, Tony elenburg, Shenandoah (banda), Beth Moore y Jeannie Seely de la Grand Ole opry. En 1994, junto con Danny Myrick, Marion fundó la banda de rock del país Occidental de volante en la etiqueta de paso un registro que obtuvo cuatro singles Billboard más conocidos en el género del país junto con los elogios de la crítica.
Como el escritor y productor de una variedad de proyectos musicales de los niños, Marion ha recibido 4 nominaciones a los Premios de Paloma Asociación de música Gospel . Ha participado en proyectos Recursos cristianos Lifeway VBS y otros productos religiosos para Documentos de Word, Benson Records y otros. Como productor, Marion fue parte del equipo que trabajó con Garth Brooks, Doug Stone, los oak ridge Boys y Charlie Chase.
A finales de 2004, Marion fue invitado a unirse a la banda de rock clásico Little River Band en el lugar de tecladista y también en las voces, realiza junto a ellos giras internacionales.

## Discografía
| Año  | Título | Artista                                           | Contribución                                 |
| 1989 | Compassionate Heart                                                                                               | Tony Elenburg (Milk and Honey)                    | teclados/bajo/voz/producción                 |
| 1990 | Dr. Newheart's Christmas Cure                                                                                     | Kathie Hill (Starsong)                            | teclados / arrangement                       |
| 1993 | The Don't Be Afraid Brigade                                                                                       | Kathie Hill (Genevox)                             | teclados / arreglos                          |
| 1993 | My Wife, My Life                                                                                                  | Charlie Chase (RCA)                               | teclados / voz /producción                   |
| 1994 | Hans Bronson's Gold Medal Mission                                                                                 | Kathie Hill (Genevox)                             | teclados / arreglos                          |
| 1994 | Western Flyer (enlace roto disponible en Internet Archive; véase el historial, la primera versión y la última).   | Western Flyer (SOR)                               | teclados/voz                                 |
| 1996 | Back in America (enlace roto disponible en Internet Archive; véase el historial, la primera versión y la última). | Western Flyer (SOR)                               | teclados/voz/productor                       |
| 1996 | Nic at Night | Kathie Hill (Genevox)                             | teclados / arreglos / compositor             |
| 1997 | The Christmas Family Tree                                                                                         | Kathie Hill (Genevox)                             | teclados / arreglos / compositor             |
| 1997 | Levite Genes | Kathie Hill (Genevox)                             | teclados / arreglos                          |
| 1998 | Dr. Newheart's Neck up Check Up                                                                                   | Kathie Hill (Word)                                | teclados/arreglos (Premio Dove nominación)   |
| 1998 | Legacy | Chris Marion (NCS)                                | artista / productor                          |
| 1999 | The Oasis Project                                                                                                 | Marion/Myrick/Wood (Genevox)                      | teclados/productor/creador                   |
| 2000 | Fish Tales | Kathie Hill (Word)                                | teclados / arreglos                          |
| 2000 | Black and White                                                                                                   | Chris Marion (NCS)                                | artista / productor                          |
| 2001 | Sketches | Chris Marion (NCS)                                | artista / productor                          |
| 2001 | Esther-Ordinary Faith                                                                                             | Kathie Hill (Word)                                | teclados / arreglos                          |
| 2001 | Operation Christmas Child                                                                                         | Kathie Hill (Word)                                | teclados/arreglos (Premio Dove nominación)   |
| 2002 | Woven in Time | Steve Green (Word)                                | voz/coro (Premio Dove nominación)            |
| 2002 | Good News from a Grave                                                                                            | Kathie Hill (Word)                                | teclados / arreglos                          |
| 2003 | Pieces | Chris Marion (NCS)                                | artista / productor                          |
| 2003 | Holy Moses | Kathie Hill (Word)                                | teclados / arreglos (Premio Dove nominación) |
| 2004 | Unashamed Love | Travis Cottrell (Integrity)                       | teclados                                     |
| 2003 | Christmas SOCCER Team                                                                                             | Kathie Hill (Word)                                | teclados / arreglos (Premio Dove nominación) |
| 2005 | 321 Broadway | Fanny Grace (Sony/BMG)                            | teclados                                     |
| 2006 | Rearranged | Little River Band (Compass)                       | teclados/voz                                 |
| 2007 | Greatest Hits Live                                                                                                | Little River Band (Sony/BMG)                      | teclados/voz                                 |
| 2007 | We Call It Christmas                                                                                              | Little River Band (Little River Band Productions) | teclados/voz                                 |